# Gmina Warlubie
Die Gmina Warlubie ist eine Landgemeinde im Powiat Świecki der Woiwodschaft Kujawien-Pommern in Polen. Ihr Sitz ist das gleichnamige Dorf (deutsch Warlubien) mit etwa 2100 Einwohnern.

## Geographie
Die Gemeinde grenzt im Norden an die Woiwodschaft Pommern und im Nordosten an die Stadt-und-Land-Gemeinde Nowe.

## Geschichte
Im Rahmen der Ersten Teilung Polens 1772 kam das Gemeindegebiet an Preußen. Im Jahr 1919 wurde es Teil des wiederentstandenen Polen und war von 1939 bis 1945 im Zweiten Weltkrieg deutsch besetzt. Noch vor Kriegsende kam das Gebiet wieder an Polen.
Die Landgemeinde bestand von 1934 bis 1954 und wurde 1973 neu gebildet. Von 1975 bis 1998 gehörte sie zur Woiwodschaft Bydgoszcz (Bromberg).

## Gliederung
Zur Landgemeinde (gmina wiejska) Warlubie gehören neun Dörfer (deutsche Namen, amtlich bis 1945) mit einem Schulzenamt (solectwo).
- Bąkowo (Bankau)
- Buśnia (Buschin, 1942–1945 Busch)
- Bzowo (Groß Sibsau, 1942–1945 Hollendorf)
- Krusze (Krusch)
- Lipinki (Lippink)
- Płochocin (Groß Plochotschin)
- Płochocinek (Klein Plochotschin, 1942–1945 Klein Plötzen)
- Warlubie (Warlubien, 1942–1945 Warlieb)
- Wielki Komorsk (Käthnerdorf)

Weitere Ortschaften der Gemeinde ohne Schulzenamt sind:
- Bąkowski Młyn (Krug Bankauermühle)
- Blizawy (Blissawen)
- Błądziewno (Blondziewno)
- Borowy Młyn
- Borsukowo
- Bursztynowo (Fürstenau)
- Ciemny Las
- Dębowo
- Górna Buśnia (Hoch Buschin)
- Grabowa Góra
- Jeżewnica (Kronfelde)
- Komorsk (Bauerndorf)
- Krzewiny (Schrewin)
- Kurzejewo (Skurzejewo)
- Kuźnica (Hammermühle)
- Mątasek
- Nowa Huta
- Przewodnik (Bülowsheide)
- Rulewo (Rohlau)
- Rybno
- Rynków
- Stara Huta
- Średnia Huta (Mittelhütte)
- Trzy Korony
- Zamczyska (Zomschitz, 1942–1945 Somschitz)